# Roupy
Roupy és un municipi francès situat al departament de l'Aisne i a la regió dels Alts de França. L'any 2007 tenia 249 habitants.

## Demografia

### Població
El 2007 la població de fet de Roupy era de 249 persones. Hi havia 92 famílies de les quals 20 eren unipersonals (4 homes vivint sols i 16 dones vivint soles), 32 parelles sense fills i 40 parelles amb fills.
La població ha evolucionat segons el següent gràfic:
Habitants censats

### Habitatges
El 2007 hi havia 103 habitatges, 98 eren l'habitatge principal de la família, 2 eren segones residències i 3 estaven desocupats. Tots els 103 habitatges eren cases. Dels 98 habitatges principals, 77 estaven ocupats pels seus propietaris i 21 estaven llogats i ocupats pels llogaters; 8 tenien tres cambres, 23 en tenien quatre i 67 en tenien cinc o més. 73 habitatges disposaven pel capbaix d'una plaça de pàrquing. A 40 habitatges hi havia un automòbil i a 46 n'hi havia dos o més.

### Piràmide de població
La piràmide de població per edats i sexe el 2009 era:
| Homes | Edats   | Dones |
| ----- | ------- | ----- |
| 0     | 95 o +  | 0     |
| 0     | 90 a 94 | 0     |
| 0     | 85 a 89 | 0     |
| 0     | 80 a 84 | 0     |
| 0     | 75 a 79 | 0     |
| 16    | 70 a 74 | 20    |
| 0     | 65 a 69 | 8     |
| 0     | 60 a 64 | 4     |
| 8     | 55 a 59 | 4     |
| 12    | 50 a 54 | 8     |
| 12    | 45 a 49 | 20    |
| 8     | 40 a 44 | 4     |
| 16    | 35 a 39 | 8     |
| 4     | 30 a 34 | 8     |
| 12    | 25 a 29 | 8     |
| 4     | 20 a 24 | 4     |
| 16    | 15 a 19 | 0     |
| 16    | 10 a 14 | 4     |
| 12    | 5 a 9   | 4     |
| 12    | 0 a 4   | 4     |

## Economia
El 2007 la població en edat de treballar era de 157 persones, 109 eren actives i 48 eren inactives. De les 109 persones actives 98 estaven ocupades (54 homes i 44 dones) i 11 estaven aturades (7 homes i 4 dones). De les 48 persones inactives 23 estaven jubilades, 15 estaven estudiant i 10 estaven classificades com a «altres inactius».

### Ingressos
El 2009 a Roupy hi havia 98 unitats fiscals que integraven 256 persones, la mediana anual d'ingressos fiscals per persona era de 19.059 €.

### Activitats econòmiques
Dels 9 establiments que hi havia el 2007, 2 eren d'empreses de construcció, 4 d'empreses de comerç i reparació d'automòbils, 2 d'empreses d'hostatgeria i restauració i 1 d'una entitat de l'administració pública.
Dels 3 establiments de servei als particulars que hi havia el 2009, 1 era un paleta, 1 empresa de construcció i 1 restaurant.
L'únic establiment comercial que hi havia el 2009 era una perfumeria.
L'any 2000 a Roupy hi havia 4 explotacions agrícoles.

## Poblacions més properes
El següent diagrama mostra les poblacions més properes.